# Un homme intègre
Pour plus de détails, voir Fiche technique et Distribution.
Un homme intègre (لِرد, Lerd) est un film iranien réalisé par Mohammad Rasoulof, sorti en 2017.
Il est présenté au Festival de Cannes 2017 en sélection Un certain regard dont il remporte le Prix Un certain regard.
Reza Akhlaghirad remporte le prix du meilleur acteur au Festival international du film d'Antalya 2017.

## Synopsis
Reza et Hadis vivent avec leur fils dans une maison à la campagne. Hadis est directrice d'un lycée pour filles et Reza a un élevage de poissons rouges. Ils sont confrontés à une compagnie privée qui souhaite accaparer leur maison et leur terrain.

## Fiche technique
- Titre original : لِرد, Lerd
- Titre français : Un homme intègre
- Réalisation et scénario : Mohammad Rasoulof
- Musique : Peyman Yazdanian
- Pays d'origine : Iran
- Genre : drame
- Durée : 1h58
- Date de sortie :
  -  France : 19 mai 2017 (Festival de Cannes 2017), 6 décembre 2017 (sortie nationale)

## Distribution
- Reza Akhlaghirad : Reza
- Soudabeh Beizaee : Hadis
- Nasim Adabi : la mère de Ziba l'étudiante
- Misagh Zare : le frère de Hadis
- Zeinab Shabani : Tara, l'assistante de Hadis à l'école
- Zhila Shahi : la chauffeuse de taxi
- Majid Potki : le principal de l'école

## Production

### Genèse et développement
Le sujet de ce film est inspiré d'une mésaventure arrivée au réalisateur. Contrôlé par la police et refusant de payer un pot de vin, il est incarcéré. Le film, qui dénonce la corruption largement répandue en Iran, ne peut être diffusé dans le pays.

## Sortie

### Accueil critique
L'accueil critique est positif : le site Allociné recense une moyenne des critiques presse de 4,1/5, et des critiques spectateurs à 3,7/5. 

### Box-office
- France : 116 302 entrées[5].

## Distinctions

### Récompenses
- Festival de Cannes 2017 : Prix Un certain regard.
- Festival international du film d'Antalya 2017 : Meilleur acteur pour Reza Akhlaghirad.